# Jef Elbers
Jef Elbers (geboren als Jozef Johannes Elbers) (Elsene, 19 september 1947) is een Vlaams protestzanger, scenarioschrijver en Vlaams-nationalistisch politiek activist. Hij werkte ook freelance als schrijver van reclame- en opleidingsfilms voor bedrijven.

## Levensloop

### Jeugd en opleiding
Jef Elbers is de zoon van een Brusselse vader en een Oekraïense moeder. Zijn vader werkte als sectorchef bij de RTT en zijn moeder was huisvrouw. Zijn ouders verbleven in een naziconcentratiekamp: zijn vader als krijgsgevangengenomen Belgische militair en zijn moeder als uit Oekraïne gedeporteerde Untermensch.
Elbers studeerde een paar jaren aan het Sint-Jan Berchmanscollege in Brussel. De naar zijn mening neerbuigende en vernederende houding van een deel van de Franstalige Brusselse bourgeoisie, de zogenaamde franskiljons die op de Vlamingen neerkeken, sterkte Elbers’ Vlaamsgezindheid. Dit politieke engagement en inzicht lag in het verlengde van het Vlaams bewustzijn van zijn grootoom, Ferdinand Elbers. Ferdinand Elbers was de secretaris van de Brusselse federatie van de Belgische Werkliedenpartij (BWP) die naar aanleiding van de taalproblemen binnen die federatie in 1901 opriep om een Nederlandstalige Vlaamse volksvertegenwoordiger voor het arrondissement Brussel te benoemen.

### Vlaamse Militanten Orde
Elbers, die zich later ook in zijn liederen uit als bohemien en anti-bourgeois, werd op 16-jarige leeftijd lid van de Vlaamse Militanten Orde (VMO), een rechts-radicale, Vlaams-nationalistische militie, om zo op een meer gestructureerde manier aan zijn 'verzet' vorm te geven. Als VMO-militant is hij actief betrokken bij de 'Voerwandelingen' en de strijd om Leuven Vlaams in januari 1968. Op 19-jarige leeftijd vertrok hij naar Canada om er tabak te gaan plukken. Bij zijn terugkeer blies hij samen met zijn broer Wim de aanvankelijk weinig florissante Schaarbeekse Volksunieafdeling nieuw leven in. Nadat in 1970 tijdens een actie van de VMO FDF- militant Jacques Georgin echter een hartaanval kreeg en later overleed, scheen het Elbers toe dat de Volksunie (VU) haar activisten in de kou begon te laten staan. Hij trok zich daarop uit het actieve partijpolitieke leven terug.
Daarna ging hij aan de slag als manager bij supermarktketen Colruyt. Toen Colruyt ook in Wallonië filialen opende, verzette Elbers zich tegen de verfransing van de hoofdzetel in Halle waardoor hij in een (sociaal) conflict kwam met grote baas Jo Colruyt.

### Zingen in 't Brussels en het Nederlands
In 1973 won hij een talentenjacht bij de regionale BRT-Omroep Brabant. Dat hij deze talentenjacht won kwam door het feit dat hij de enige deelnemer was, althans de enige met een eigen liedje, Leopold II. De winnaar mocht zijn liedje op plaat laten zetten. Hij wordt bekend als protestzanger en tekstdichter van liedjes in het Brussels dialect. Oud-senator Roeland Van Walleghem (VB) was toen zijn klankman bijgestaan door Willy Janssens die fungeerde als pianist/accordeonist. Terugkerende thema's in zijn teksten zijn de teloorgang van Brussel en zijn sympathie voor wat hij noemde "de kleine, Vlaamse man". Zijn bekendste liedje was dan ook Leopold II, dat beide onderwerpen verenigt. Hij bezingt er een gepensioneerde 'garde de nuit', nachtwaker die aan alle deuren ging voelen of ze op slot waren. Iedere avond zag hij die man langskomen op straat. Het liedje zelf schreef hij op enkele minuten dat hij in de auto reed. De man droeg inderdaad een lange jas, met een kepie op het hoofd. De oude man leek door zijn lange baard op de Belgische koning Leopold II. Tevens hekelde hij in dit liedje het teloorgaan van het oude Brussel.
Ondertussen versterkte het Egmontpact van 1977, gesloten tussen de meerderheidspartijen van de regering-Tindemans IV, zijn afkeer ten opzichte van de VU nog, omdat de partij tot concessies bereid bleek om een akkoord te verkrijgen over de omvorming van België tot een federale staat. Elbers stapte over naar de Vlaamse Volkspartij van Lode Claes, die toen vooral in de streek rond Brussel bedrijvig was. Voor de opvolger van die partij (en van de daarmee een kartel vormende Vlaams Nationale Partij van Karel Dillen), het Vlaams Blok, was hij kandidaat bij de gemeenteraadsverkiezingen van 1988 in Schaarbeek.
Inmiddels, in 1978, was hij als zanger overgeschakeld van het Brusselse dialect naar het Standaardnederlands. In 1983 bracht hij de bittere, Vlaams-nationalistisch geëngageerde langspeelplaat In ’t midden van ’t gewoel uit. "Zeer heftig tot brutaal in zijn Vlaams protest was de Brusselse zanger Jef Elbers, die zichzelf steeds als eminent België-hater geprofileerd heeft", schreef Peter Notte in een behalve op internet onuitgegeven proefschrift, daarbij vaststellend dat hij van alle Vlaamsgezinde (al dan niet occasionele) protestzangers de meest uitgesproken flamingant moet zijn geweest, waar zangers als Wannes van de Velde veeleer tot de zachtste konden worden gerekend en een groep als De Elegasten een overtreffende trap was waartegen Elbers op kon bieden. In datzelfde jaar schreef Elbers ook een huldegedicht voor VMO-leider Bert Eriksson.
Door zijn activisme tegen het Egmontpact verklaren heel wat gematigde Vlaamsgezinden Elbers persona non grata waardoor hij nog nauwelijks optredens boekt. Gedesillusioneerd geeft hij halverwege de jaren tachtig het zingen op.

## Scenarist en bestuurslid bij de BRT

### Scenarioschrijver voor jeugdreeksen
Vanaf de jaren 80 was Elbers ook actief als medewerker van de BRT. Door toedoen van Paul Ricour belandde Elbers in 1981 in het populaire kinderprogramma Triangelclub van Nicole & Hugo waar hij de rol van zingende boer voor zijn rekening neemt. Later introduceerde Bob Davidse hem als scenarioschrijver voor jeugdprogramma's. Onder het pseudoniem Dick Durver schreef hij de scenario's voor jeugdreeksen als Merlina, Postbus X,  Interflix en Mik, Mak en Mon. Merlina was een detectiveserie voor kinderen; aanvankelijk lag het in de bedoeling slechts twintig afleveringen te maken, maar het werden er uiteindelijk 95. Voor Omroep Brabant werkte hij mee aan het radioprogramma In't lieg plafon, dat in het Brusselse dialect werd uitgezonden.

### Bestuurslid van de BRT
Vanaf april 1992 ging Elbers als eerste afgevaardigde van het Vlaams Blok, de partij waarvoor hij al kandidaat was bij de gemeenteraadsverkiezingen van 1988 in Schaarbeek, zetelen in de Raad van Bestuur van zijn voormalige werkgever, de BRTN. Elbers stelde mee te willen ijveren voor "een volksverbonden openbare omroep die respect afdwingt en arbeidsvreugde uitstraalt en voor het geven van voorrang voor de eigen Nederlandse cultuur". Elbers was een van de weinige bekendere artiesten die door de partij werden aangetrokken. Door zijn Vlaamsgezinde opstelling komt hij al snel in aanvaring met Els Witte, de toenmalige voorzitster van de raad van bestuur.
Omdat Elbers opnieuw tv-programma’s wou maken en dit onverenigbaar was met een bestuursfunctie bij de BRTN, stapte hij uit de Raad van Bestuur. In 1996 droeg het Vlaams Blok echter als bestuurslid Elbers’ tweede echtgenote naar voren, Inge Vanpaeschen, gemeenteraadslid in Knokke, die eerder niet tot senator gecoöpteerd was. Toen dit niet werd aanvaard werd hij uiteindelijk opgevolgd door Marc Joris. Onder de naam Telemacho schreef hij ook in de televisierubriek van 't Pallieterke.

### Nieuwe jeugdreeks
In 1993 verhuisde Elbers, na jarenlang in Schaarbeek te hebben gewoond, naar de kustgemeente Knokke-Heist waar hij in december 1993  (kortstondig) voorzitter werd van de lokale VB-afdeling.
In 1994 ging bij de BRTN de nieuwe jeugdreeks Interflix van start, een eigen productie die met een klein budget en heel veel enthousiasme werd gemaakt, aldus een krantenbericht in 'Het Belang van Limburg'. Net als Postbus X is Interflix een lichtvoetig spannend en ontspannend feuilleton voor jongeren tussen 10 en 14 jaar. De verhaaltjes van de hand van Dick Durver/Jef Elbers zijn even simpel en sterk gestructureerd als die van een populair stripverhaal. ‘’Een paar helden, de ene al wat slimmer dan de andere, worden geconfronteerd met een gebeurtenis die voor een kleine probleemsituatie zorgt. Aan het einde van de aflevering is het probleem van de baan: de helden zijn de overwinnaars en de eventuele boosdoeners buigen berouwvol het hoofd.’’ ‘’Ging het bij Merlina over een heus detectivebureau en bij Postbus X over een krantenredactie, in "Interflix" is het een wat stuntelig georganiseerd interimbureau dat op allerlei manieren in de problemen komt.’’

## Rechtszaak
Bij de gemeenteraadsverkiezingen van 2000, verklaarde Elbers als kandidaat op een onverkiesbare plaats op de VB-lijst: ,,Knokke-Heist is een toeristische gemeente. Wij zijn er ons dan ook ten volle bewust van dat er hier een grote kolonie anderstaligen verblijft. Knokke-Heist kan echter geen faciliteitengemeente zijn. Gastvrijheid en hoffelijkheid zijn niet hetzelfde als commerciële slaafsheid.,,
Na jaren niet meer te hebben gezongen, bracht Elbers tijdens een Vlaams Blok-congres in 1998 het satirische lied Mohammed Ambras. Dat lied had hij samen met zijn vriend Leo De Waele geschreven naar aanleiding van de migrantenrellen in Molenbeek in november 1997. Het begint met de woorden: "Ik zag onlangs in Anderlecht de Intifada in het echt, een bende bruin gespuis hield daar zeer lelijk huis". In 2000
moest Elbers zich hierover voor de correctionele rechtbank verantwoorden. Zinnen als "Kansarmen in hun BMW's hielden in Schaarbeek weer een race" en "Uit winkels werd er veel gejat, de rijkswacht spoot er enkel nat" werden als aanstootgevend beschouwd en konden aanzetten tot rassenhaat.
Procureur Kathleen Desaegher betoogde dat het internet voor iedereen toegankelijk is; het was in 1999 op de website van de Vlaams Belang Jongeren (VBJ) te lezen en te horen. Elbers verklaarde dat hem nooit toestemming was gevraagd zijn lied op de website te plaatsen, maar dat hij er desgevraagd wel mee zou hebben ingestemd. Nadat een bezoeker van de website aangifte had gedaan, werd de zaak op gang getrokken door een proces-verbaal van de nationale brigade van de gerechtelijke politie. Elbers, die niet ontkende de auteur van het gewraakte lied te zijn, bood aan het nummer voor de rechter ten gehore te brengen, maar dat werd afgewimpeld. Het Openbaar Ministerie meende dat de tekstschrijver en uitgever door zinsneden als "een bende bruin gespuis hield lelijk huis" een inbreuk op de racismewetgeving hadden gepleegd.
Doordat het lied via de website een ruime verspreiding zou hebben gekregen, achtte procureur Desaegher de bedoeling tot vreemdelingenhaat aan te zetten bewezen. Ze vorderde tegen beide beklaagden een effectieve gevangenisstraf van vijf maanden. De verdediging vroeg om opschorting van de rechtszaak. De advocaat die voor de uitgever pleitte, voerde aan dat de strafrechtbank niet bevoegd is voor een 'persmisdrijf' dat van 1997 dateert. Pas in 1999 werd immers voor racistisch getinte persmisdrijven een uitzondering gemaakt op de regel dat die meteen voor het hof van assisen moeten komen. Deze uitzondering met terugwerkende kracht toepassen zou het gelijkheidsbeginsel schenden. Het lied verdween ondertussen van de website. De advocaten vroegen voor hun cliënten de vrijspraak.
Eind 2000 werd Elbers vrijgesproken. De aanklager had nochtans een effectieve gevangenisstraf van vijf maanden geëist. De rechtbank volgde echter het standpunt van de zanger/tekstdichter, die betoogde dat het protestlied het migrantenbeleid van Paula D'Hondt hekelde. "Het ging maar om een liedje en niet om een wetenschappelijk werk, zodat er weinig plaats was voor nuances. Men kan discussiëren over de gebrekkige artistieke waarde of over de goede smaak, maar daar heeft de rechtbank niets te maken. Racisme is er niet", aldus de rechters.  Jef Elbers reageerde met: "Mij hebben ze op school altijd geleerd: lees wat er staat. Dat had de procureur ook beter gedaan. Deze uitspraak vind ik geen overwinning. Deze rechtszaak had nooit moeten plaatsvinden. Hebben ze echt niets anders te doen?"

## Kandidatuur raad van bestuur VAF
In maart 2021 werd Elbers, opnieuw door het Vlaams Belang, voorgedragen om als bestuurder in het Vlaams Audiovisueel Fonds te gaan zetelen. Na een artikel in De Standaard dat controversiële opinies van Elbers oprakelde, die hij telefonisch bevestigde, werd de voordracht het voorwerp van een heuse mediastorm. In het bijzonder zijn homofobe uitspraken botsten op kritiek. Onder meer Kenneth Taylor, voorzitter van het VAF, liet verstaan dat de uitspraken van Elbers totaal onaanvaardbaar waren en noemde de voordracht een "blaam voor de hele sector". Op 15 maart besliste de voorzitter van het Vlaams Belang, Tom Van Grieken, de kandidatuur in te trekken "met gemengde gevoelens, en niet omwille van de uitspraken" over de LGBTQ-gemeenschap. De partij had zich eerder al gedistantieerd van die uitspraken en dat deed Van Grieken opnieuw.

## Strijd tegen verfransing van Knokke-Heist
Elbers kwam in 2022 in het nieuws met een eenmansprotest tegen een Franstalig opschrift in een Lidl-vestiging in Knokke-Heist. Hij liet zich filmen terwijl hij tijdens de openingsuren van de winkel een rek met pakken koffie omvergooide en riep: "Dit is geen vandalisme."

## Privéleven
Jef Elbers was twee maal getrouwd (intussen gescheiden) en vader van 5 kinderen.
Elbers is de sidekick van Het Vettig Kwartierke, een YouTube kanaal dat actualiteit met satire brengt. Op dit kanaal wordt hij steevast aangesproken als Dokter Joseph.

## Selectieve discografie
- World Trade Center, Vinyl lp-album – 1974, Omega International - 163 030
- Er zijn geen bomen in mijn straat, Vinyl lp-album - 1975, Omega International - 163 016
- De donderdagman, Vinyl lp-album - 1976, Omega International - 143.001
- Met de dood in het hart, Vinyl lp-album - 1978, Philips - 6320 038
- De zevende dag, Vinyl lp-album - 1979, Philips - 6320 049
- In 't midden van ’t gewoel, Vinyl lp-album - 1982, Dureco - 88.052
- Afspraak met haar, Vinyl 7 Single - 1981, Tami - 230 655

## Televisieseries
- Merlina (1983-1988)
- Mik, Mak en Mon (1986-1988)
- Postbus X (begin jaren 90)
- Interflix (1994)

## Jeugdboeken
- Merlina's mysterieboek (1984)
- Marsmannen van Venus (1986)
- Mik, Mak & Mon: de gezanten van Galacton (1986)
- Het geheim van Sardonis (1990)
- De dossiers van Postbus X (1991)

## Romans
- Chorwon (1986)
- De Poorters van Babel (2008)
- Het Legerkamp der Heiligen (2015), Nederlandse vertaling van "Le Camp des Saints" van Jean Raspail.